# ولادیمیر بیستروف
ولادیمیر بیستروف (روسی: Владимир Серге́евич Быстров؛ زادهٔ ۳۱ ژانویهٔ ۱۹۸۴) یک بازیکن فوتبال اهل روسیه است.
از باشگاه‌هایی که در آن بازی کرده‌است می‌توان به زنیت سن پترزبورگ و اسپارتاک مسکو اشاره کرد.
وی همچنین در تیم ملی فوتبال روسیه بازی کرده‌است.